# Người Ai Cập
Người Ai Cập (tiếng Ả Rập Ai Cập: مَصريين  IPA: [mɑsˤɾɪjˈjiːn]; Maṣreyyīn; tiếng Ả Rập: مِصريّون; tiếng Copt: ⲛⲓⲣⲉⲙⲛ̀ⲭⲏⲙⲓ Ni/rem/en/kīmi) là một dân tộc bản địa Ai Cập và là công dân của quốc gia đó có chung một nền văn hóa chung và phương ngữ phổ biến được gọi là tiếng Ả Rập Ai Cập.
Bản sắc người Ai Cập gắn liền với địa lý. Dân số Ai Cập tập trung ở Thung lũng hạ lưu sông Nile, dải đất canh tác nhỏ trải dài từ Ghềnh thác thứ nhất đến Địa Trung Hải và bao bọc bởi sa mạc đến tận phía đông và phía tây. Địa lý độc đáo này là cơ sở cho sự phát triển của xã hội Ai Cập kể từ thời cổ đại.